# Паркер-Прайс, Оуэн
Оуэн Паркер-Прайс (англ. Owen Parker-Price; род. 10 декабря 1998) — новозеландский футболист, полузащитник шведской «Турсланды».

## Клубная карьера
Является воспитанником «Уэстерн Сабербз», выступал за юношескую команду клуба. Затем некоторое время провёл в клубе «Тим Веллингтон». В 2017 году перешёл в «Окленд Сити». 15 октября того же года дебютировал за клуб в чемпионате Новой Зеландии в игре с «Тим Веллингтон», появившись на поле в стартовом составе. Весной 2018 года впервые сыграл в Лиге чемпионов ОФК. 3 марта в матче группового этапа с фиджийской «Лаутокой» он вышел на поле в середине второго тайма. По итогам сезона клуб стал победителем чемпионата. В сентябре 2018 года перешёл в «Истерн Сабербз». Первую игру в его составе провёл 25 ноября против «Тим Веллингтон».
Весной 2019 года перебрался в Швецию, где присоединился к «Турсланде», выступающей во втором дивизионе. Впервые за новый клуб сыграл 13 апреля в домашней игре с «Гаутиодом». В ноябре 2019 года проходил просмотр в ГАИС. По результатам сезона вместе с командой вылетел в третий дивизион, но спустя год вернулись обратно. В 2023 году Паркер-Прайс в 23 матчах забил 14 мячей, чем помог «Турсланде» стать победителем региональной группы во втором дивизионе и выйти в первый. 29 марта 2024 года в матче c «Торном» полузащитник дебютировал в первом дивизионе.

## Карьера в сборной
Осенью 2015 года в составе юношеской сборной Новой Зеландии принимал участие в чемпионате мира в Чили. На турнире сыграл в четырёх матчах: на групповом этапе с Францией (1:6), Сирией (1:1) и Парагваем (2:1), а также в четвертьфинальной встрече с Бразилией (0:1).

## Клубная карьера
| Выступление      | Выступление      | Выступление      | Лига | Лига | Кубки | Кубки | Конт. кубки | Конт. кубки | Итого | Итого |
| Клуб             | Лига             | Сезон            | Игры | Голы | Игры  | Голы  | Игры        | Голы        | Игры  | Голы  |
| ---------------- | ---------------- | ---------------- | ---- | ---- | ----- | ----- | ----------- | ----------- | ----- | ----- |
| Окленд Сити      | Премьершип       | 2017/18          | 5    | 0    | 0     | 0     | 2           | 0           | 7     | 0     |
| Окленд Сити      | Итого            | Итого            | 5    | 0    | 0     | 0     | 2           | 0           | 7     | 0     |
| Истерн Сабербз   | Премьершип       | 2018/19          | 13   | 1    | 0     | 0     | 0           | 0           | 13    | 1     |
| Истерн Сабербз   | Итого            | Итого            | 13   | 1    | 0     | 0     | 0           | 0           | 13    | 1     |
| Турсланда        | Дивизион 2       | 2019             | 23   | 3    | 0     | 0     | 0           | 0           | 23    | 3     |
| Турсланда        | Дивизион 3       | 2020             | 11   | 3    | 0     | 0     | 0           | 0           | 11    | 3     |
| Турсланда        | Дивизион 2       | 2021             | 18   | 5    | 0     | 0     | 0           | 0           | 18    | 5     |
| Турсланда        | Дивизион 2       | 2022             | 26   | 8    | 1     | 0     | 0           | 0           | 27    | 8     |
| Турсланда        | Дивизион 2       | 2023             | 23   | 14   | 0     | 0     | 0           | 0           | 23    | 14    |
| Турсланда        | Дивизион 1       | 2024             | 18   | 5    | 1     | 2     | 0           | 0           | 19    | 7     |
| Турсланда        | Итого            | Итого            | 119  | 38   | 0     | 0     | 0           | 0           | 119   | 38    |
| Всего за карьеру | Всего за карьеру | Всего за карьеру | 137  | 39   | 2     | 2     | 2           | 0           | 141   | 41    |